# Montcourt-Fromonville
Montcourt-Fromonville é uma comuna francesa localizada na região administrativa da Île-de-France, no departamento Sena e Marne. A comuna possui 2183 habitantes segundo o censo de 1990.